# Saint-Priest-Taurion
Saint-Priest-Taurion è un comune francese di 2 804 abitanti situato nel dipartimento dell'Alta Vienne nella regione della Nuova Aquitania.

## Società

### Evoluzione demografica
Abitanti censiti